# Mikel Nieve
Nieve  Iturralde est un nom espagnol. Le premier nom de famille, en général paternel, est Nieve ; le second, en général maternel, souvent omis, est Iturralde.
Mikel Nieve Iturralde, né le 26 mai 1984 à Leitza, est un coureur cycliste espagnol.

## Biographie
Mikel Nieve devient professionnel en 2008 dans l'équipe Orbea-Oreka SDA. Il intègre l'équipe ProTour basque Euskaltel-Euskadi dès la saison suivante.
Lors du Tour d'Espagne 2010, il remporte sa première victoire en s'adjugeant la 16e étape au sommet du Cotobello. Il devient, après l'abandon de son coéquipier et leader Igor Antón, le coureur de l'équipe Euskaltel-Euskadi le mieux placé au classement général final de la Vuelta, à la douzième place. Il est l'une des révélations de cette Vuelta 2010.
En 2011, il prend part au Tour d'Italie, durant lequel il termine à la septième place de l'étape menant au sommet du monte Zoncolan remportée par son coéquipier Igor Antón. Le lendemain, il remporte l'étape de Conegliano-Gardeccia/Val di Fassa, l'étape reine de ce Giro après plus de 7 heures 30 d'effort. Il termine la course au dixième rang,.
En 2013, il dispute son premier Tour de France. Il est douzième du classement général et troisième d'étape au mont Ventoux. À la fin de cette saison, l'équipe Euskaltel-Euskadi disparaît. Mikel Nieve est le premier coureur de l'équipe à trouver un nouvel employeur pour la saison suivante : il est recruté par l'équipe britannique Sky, vainqueur des deux derniers Tours de France avec Bradley Wiggins et Chris Froome, et qui l'engage pour deux ans. Il est appelé à y être un équipier pour ses leaders en montagne,.
Mikel Nieve commence sa saison 2014 au Tour d'Oman, remporté par Froome. Lors de Tirreno-Adriatico, Nieve devient leader de l'équipe après que Froome, blessé au dos, a renoncé à y participer, et Richie Porte, malade, a abandonné. Il prend la dixième place du classement général, après avoir perdu quatre places lors de la dernière étape, un contre-la-montre. Il dispute le Tour de Catalogne, le Tour du Pays basque, le Tour de Romandie, gagné par Froome. Celui-ci occupe la première place du classement général du Critérium du Dauphiné, jusqu'à ce qu'une chute ne l'écarte de la victoire. Nieve obtient alors la possibilité de tenter sa chance lors de la dernière étape, qu'il gagne. Il se classe huitième du classement général. Au Tour de France, Froome chute durant la première semaine et abandonne. Porte, leader de remplacement, est à nouveau malade et perd toute chance de victoire durant la deuxième semaine. Nieve tente de « sauver » le Tour de France de Sky en attaquant. Il est ainsi désigné coureur le plus combatif de la 18e étape, menant à Hautacam. Légèrement malade lui aussi, il n'est toutefois pas en mesure de gagner d'étape. Il termine 18e du classement général. Quatrième de la Classique de Saint-Sébastien en août, il est ensuite à nouveau équipier de Froome, au Tour d'Espagne. Froome termine deuxième de cette Vuelta, derrière Alberto Contador, Nieve douzième. Initialement présélectionné pour les championnats du monde 2014, il n'est finalement pas retenu.
Toujours membre de la formation Sky en 2015, il renouvèle son contrat avec cette équipe à la fin de l'année.
En 2016, initialement non prévu sur cette course, il est aligné par son équipe au Tour d'Italie en tant que coéquipier de Mikel Landa après la suspension temporaire de Sergio Henao. Au cours de la dixième étape, Landa abandonne. Nieve, qui a un temps attendu son chef de file dans cette étape de montagne, termine cette étape à plus de 37 minutes du premier. Ayant ainsi plus de liberté, il parvient à remporter la treizième étape à la faveur d'une échappée. Également deuxième de la dix-neuvième étape puis quatrième de la vingtième étape, il remporte aussi le classement de la montagne de ce Giro,.
En août 2017, la presse spécialisée annonce que l'Espagnol quitte la formation Sky et s'engage avec l'équipe Orica-Scott pour la saison 2018.
Mikel Nieve arrête sa carrière en fin d'année 2022. Il rejoint l'équipe Kern Pharma en avril 2023 avec un rôle d'entraîneur et de directeur sportif.

## Performances et capacités physiques
Antoine Vayer considère à partir des calculs de puissances développées dans les cols comme seuil du dopage « avéré » les 410 watts moyens alors qu'il le juge « miraculeux » au-delà de 430 et « mutant » au-delà de 450. Lors du Tour de France 2013, l’ombre du dopage réapparaît : dans la montée vers Ax 3 Domaines lors de la première étape de montagne, Nieve développe selon Antoine Vayer une puissance moyenne suspecte entre 411 et 420 watts.
L’interprétation des données de puissance est cependant complexe car elle devrait prendre en compte de nombreux facteurs et les analyses de Vayer sont contestées. Frédéric Grappe, entraîneur dans le cyclisme et docteur en Science spécialisé dans la physiologie de l’entraînement sportif, a mis au point pour la FDJ le PPR (« profil de puissance record »). Selon Ross Tucker spécialiste en performance sportive, les modèles de calcul de puissances (CPL, DrF, BCR, rst, etc.) ont des résultats différents selon leurs méthodes de calcul des variables environnementales (température, humidité, direction, vitesse du vent, etc.), variables de courses (profil et durée de l'étape, placement de l'étape dans le tour, etc.) ou les performances du coureur (rendement énergétique qui varie de 21 à 27 %, %age d’exploitation de la VO2max, etc.).

## Palmarès et classements mondiaux

### Palmarès amateur
- 2002
  - 2e du Tour de Pampelune
- 2006
  - 2e du Premio San Pedro
  - 2e du Dorletako Ama Saria
- 2007
  - Mémorial Valenciaga
  - Cursa Ciliclista de Llobregat
  - Prueba Alsasua
  - 2e de la Coupe d'Espagne de cyclisme
  - 2e du Tour de La Corogne
  - 2e du Tour du Goierri

### Palmarès professionnel
| - 2008 - 3e de la Cinturó de l'Empordà - 2010 - 16e étape du Tour d'Espagne - 7e du Tour de Lombardie - 10e du Tour d'Espagne, - 2011 - 15e étape du Tour d'Italie - 10e du Tour d'Italie, - 10e du Tour d'Espagne - 2012 - 5e du Tour de Suisse - 10e du Tour d'Italie - 2013 - 4e de la Classique de Saint-Sébastien - 2014 - 8e étape du Critérium du Dauphiné - 4e de la Classique de Saint-Sébastien - 8e du Critérium du Dauphiné - 10e de Tirreno-Adriatico | - 2015 - 2e du Tour de Slovénie - 6e du Tour de Lombardie - 8e du Tour d'Espagne - 10e du Tour de Pologne - 2016 - Tour d'Italie : - Classement de la montagne - 13e étape - 2017 - 8e du Tour de Lombardie - 9e du Tour de Suisse - 2018 - 20e étape du Tour d'Italie - 2019 - 8e du Tour du Pays basque - 10e du Tour d'Espagne - 2020 - 9e du Tour de Pologne |  |

### Résultats sur les grands tours

#### Tour de France
6 participations
- 2013 : 12e
- 2014 : 18e
- 2016 : 17e
- 2017 : 14e
- 2018 : 23e
- 2020 : abandon (17e étape)

#### Tour d'Italie
7 participations
- 2011 : 10e[3],[4], vainqueur de la 15e étape
- 2012 : 10e
- 2015 : 17e
- 2016 : 25e,  vainqueur du classement de la montagne, vainqueur de la 13e étape
- 2018 : 17e, vainqueur de la 20e étape
- 2019 : 17e
- 2021 : 25e

#### Tour d'Espagne
9 participations
- 2010 : 11e[25],[26], vainqueur de la 16e étape
- 2011 : 10e
- 2013 : 23e
- 2014 : 12e
- 2015 : 8e
- 2017 : 16e
- 2019 : 10e
- 2020 : 13e
- 2021 : 31e

### Classements mondiaux
| Année                                 | 2007  | 2008 | 2009 | 2010 | 2011 | 2012 | 2013 | 2014 | 2015 | 2016  | 2017  | 2018  | 2019 | 2020 | 2021 | 2022  |
| ------------------------------------- | ----- | ---- | ---- | ---- | ---- | ---- | ---- | ---- | ---- | ----- | ----- | ----- | ---- | ---- | ---- | ----- |
| Calendrier mondial                    |       |      | nc   | 70e  |      |      |      |      |      |       |       |       |      |      |      |       |
| UCI World Tour                        |       |      |      |      | 52e  | 54e  | 66e  | 51e  | 44e  | 103e  | 87e   | 109e  |      |      |      |       |
| Classement mondial                    |       |      |      |      |      |      |      |      |      | 134e  | 150e  | 224e  | 182e | 176e | 569e | 1518e |
| UCI Europe Tour                       | 1272e | 593e |      |      |      |      |      |      |      | 1052e | 1025e | 1608e | 149e | 145e | 456e | 1015e |
|                                       |       |      |      |      |      |      |      |      |      |       |       |       |      |      |      |       |
| Légende : nc = non classéSource : UCI |       |      |      |      |      |      |      |      |      |       |       |       |      |      |      |       |